# Dodecadenia grandiflora
Dodecadenia grandiflora är en lagerväxtart som beskrevs av Christian Gottfried Daniel Nees von Esenbeck. Dodecadenia grandiflora ingår i släktet Dodecadenia och familjen lagerväxter. Utöver nominatformen finns också underarten D. g. griffithii.